# Летопись газетных статей
«Летопись газетных статей» — государственный библиографический указатель (ГБУ), выпускаемый Российской книжной палатой и содержащий сведения о статьях, документальных материалах и художественных литературных произведениях, опубликованных в российских газетах на русском языке.
Издаётся с 1936 года. До 1977 выходила ежемесячно. С 1977 выходит еженедельно (52 выпуска в год). В СССР в летописи регистрировались статьи, документальные материалы и произведения художественной литературы, напечатанные во всесоюзных (центральных), республиканских и основных городских газетах Москвы и Ленинграда на русском языке. Материал располагался в систематическом порядке согласно единой схеме классификации литературы для книгоиздания в СССР.

## Перечень газет

### 1990
В выпусках 1990 года содержались материалы следующих газет:
- всесоюзные (центральные) газеты:
  - Правда, Известия, Водный транспорт, Воздушный транспорт, Гудок, Книжное обозрение, Комсомольская правда, Красная звезда, Лесная промышленность, Литературная газета, Медицинская газета, Московские новости, Поиск (газета), Правительственный вестник, Рабочая трибуна, Сельская жизнь, Советская культура, Советская торговля, Советский патриот, Советский спорт, Труд, Учительская газета, Экономика и жизнь.